# Adventures by Disney
Adventures pela Disney (ABD) fornece um guia de férias em família para vários destinos ao redor do mundo. Pertence a Walt Disney Parks and Resorts e Walt Disney Travel Company. Ambos são unidades da The Walt Disney Company. 

## Formato
Os hóspedes são levados em expedições que muitas vezes apresentam atividades destinadas para famílias e crianças (ou "junior Adventurers').
Os guias, são dois membros da Disney, que cuida de um grupo de não mais de 44 clientes em uma aventura, e são descritos como sendo "orientares e contadores de histórias".

## Locações
Asia, Africa & Austrália
- Australia, 11 Noites
- China, 11 Noites
- Egito, 9 Noites
- África do Sul, 9 Noites
- Vietnã, Camboja, e Laos, 11 Noites

América Central & Sul
- Costa Rica, 6 Noites
- Equador, 8 Noites
- ilhas Galápagos, 9 Noites
- Peru, 8 Noites
- Costa Rica, 6 Noites

Europa
- Amalfi e Toscana, 7 Noites
- Inglaterra, 7 Noites
- França, 7 Noites
- Alemanha, 8 Noites
- Grécia, 9 Noites
- Irlanda, 7 Noites
- Suécia, 7 Noites
- Itália, 8 Noites
- Escócia, 8 Noites
- Espanha, 8 Noites

América do Norte
- Alasca, 7 Noites
- Alaskan Wonders com a Disney Cruise Line®, 7 Noites
- Arizona e Utah, 7 Noites
- Montana e Alberta, Canadá, 6 Noites
- Nashville, 3 Noites
- Pensilvânia, 7 Noites
- Sul da Califórnia, 5 Noites
- Wyoming, 6 Noites